# Pomnik Telesfora Badetki w Szczecinie
Pomnik Telesfora Badetki – pomnik ku czci działacza harcerskiego Telesfora Badetki autorstwa Janiny Jeleńskiej-Papp, znajdujący się na skwerze im. Telesfora Badetki w Szczecinie u zbiegu al. Wojska Polskiego i ul. Bohdana Zaleskiego.
Wykonany z piaskowca monument ma postać obelisku w formie prostopadłościanu o wymiarach 2,5×0,6×0,5 m. Został odsłonięty 9 maja 1999 roku. Na ścianie frontowej znajduje się wycięcie w kształcie trójkąta, w którym umieszczono ukazane z lewego profilu popiersie Telesfora Badetki, w czapce harcerskiej i pałatce. Poniżej znajduje się lilijka harcerska oraz dwie inskrypcje o treści DH Telesfor Badetko 1920–1992 i Mówiłeś druhu komendancie, że zaufanie do nas masz... Na lewej ścianie wykuto napis Fundatorzy: Zarząd Miasta Szczecin, Zespół Szkół nr 4, Rodzina, Przyjaciele, zaś na prawej: A.D. 1998. Pomnik ustawiono na podstawie wykonanej z kostki granitowej w dwóch kolorach, ułożonej w kształt krzyża harcerskiego.